# ドニー・イェン COOL
『ドニー・イェン COOL』（ドニー・イェン クール、原題：殺殺人、跳跳舞　英題：Ballistic Kiss）は、1998年に公開された香港映画。ドニー・イェンが制作、主演、アクション指導、監督をした。日本でのキャッチコピーは「最も、死亡遊戯…。」。音楽を西村由紀江が担当している。

## 解説
本作は、ドニー・イェンが経営していた「子彈製作有限公司」で全額出資し、『ドラゴン危機一発'97』に続く主演監督作品として制作された。その頃の香港映画としては珍しい同時録音、しかも英語台詞の予定でスタートしたが、役者のNG連発に初日は予定の半分も撮れず、翌日から広東語に変更した。
当時スタントマンとして現場にいた谷垣健治によると、撮影中に共同経営者はじめ関係者が資金を持って失踪していた。それについては公式にドニーの口から語られたことはないが、アジア金融危機の影響を受け、資金繰りが上手くいかず、最終的に自身が高利貸しから金を借りてなんとか完成させたということは、本人が何度か語っている。
最後には銃の弾着技術を使う予算もなくなり、弾が窓ガラスを貫通する撮影では石を投げ、蛍光灯が割れる演出のために、その場にいるスタッフ総出で夜通しペットボトルを刻んだという。
ポストプロダクションでは足りない音楽を発注することもできず、ミュージック・ライブラリーの曲も使用した。宣伝する費用が一銭も残っていなかったことも重なり、映画は香港で非常に短い期間で打ち切りとなり、大きな負債を抱えるという結果をむかえた。
6か月後、そんな彼に1本の電話がかかってきた。日本のゆうばり国際ファンタスティック映画祭（第10回、1999年）から「ヤング・ファンタスティック・グランプリ部門」にノミネートされたという報せである。「それを聞いてその場で号泣してしまった」と後々までインタビューで語っている。

## あらすじ
どんな暗殺も素早くやってのける凄腕の殺し屋キャット。孤独な彼の心が癒されるのは、深夜ラジオのDJへの電話と、近所に住む美しいキャリーの姿を偶然眺める時だけ。しかし、彼女は殺し屋である彼の事件を捜査する刑事であった。闇の仕事をしながら、かつて自分を裏切り罠にはめた元同僚を追うキャットが、その男を見つけた瞬間から、キャリーとの運命の糸も絡まり合うことになる。

## キャスト
| 役名                   | 俳優                         | 日本語吹替 |
| ---------------------- | ---------------------------- | ---------- |
| キャット・リー         | ドニー・イェン（甄子丹）     | 大塚芳忠   |
| キャリー               | アニー・ウー（呉辰君）       | 松谷彼哉   |
| ウェズリー・ウォン     | ジミー・ウォン（黃家諾）     | 相沢まさき |
| 殺しの仲介人           | ヴィンセント・コク（谷德昭） | 広瀬正志   |
| キャリーのルームメイト | カレン・トン（湯寶如）       |            |
| サイモン               | サイモン・ルイ（雷宇揚）     | 青山穣     |
| リコ                   | マイケル・ウッズ             | 青山穣     |
| ヒットマン             | ユー・ロングァン（于榮光）   |            |